# Ідсегагейзюм
Ідсегагейзюм (нід. Idsegahuizum) — село в нідерландській провінції Фрисландія. Входить до муніципалітету Південно-Західна Фрисландія.
Його площа становить 7,47км², а населення станом на 2021 рік складало 225 осіб.
Перша згадка про населений пункт датується 13-им сторіччям.

## Галерея

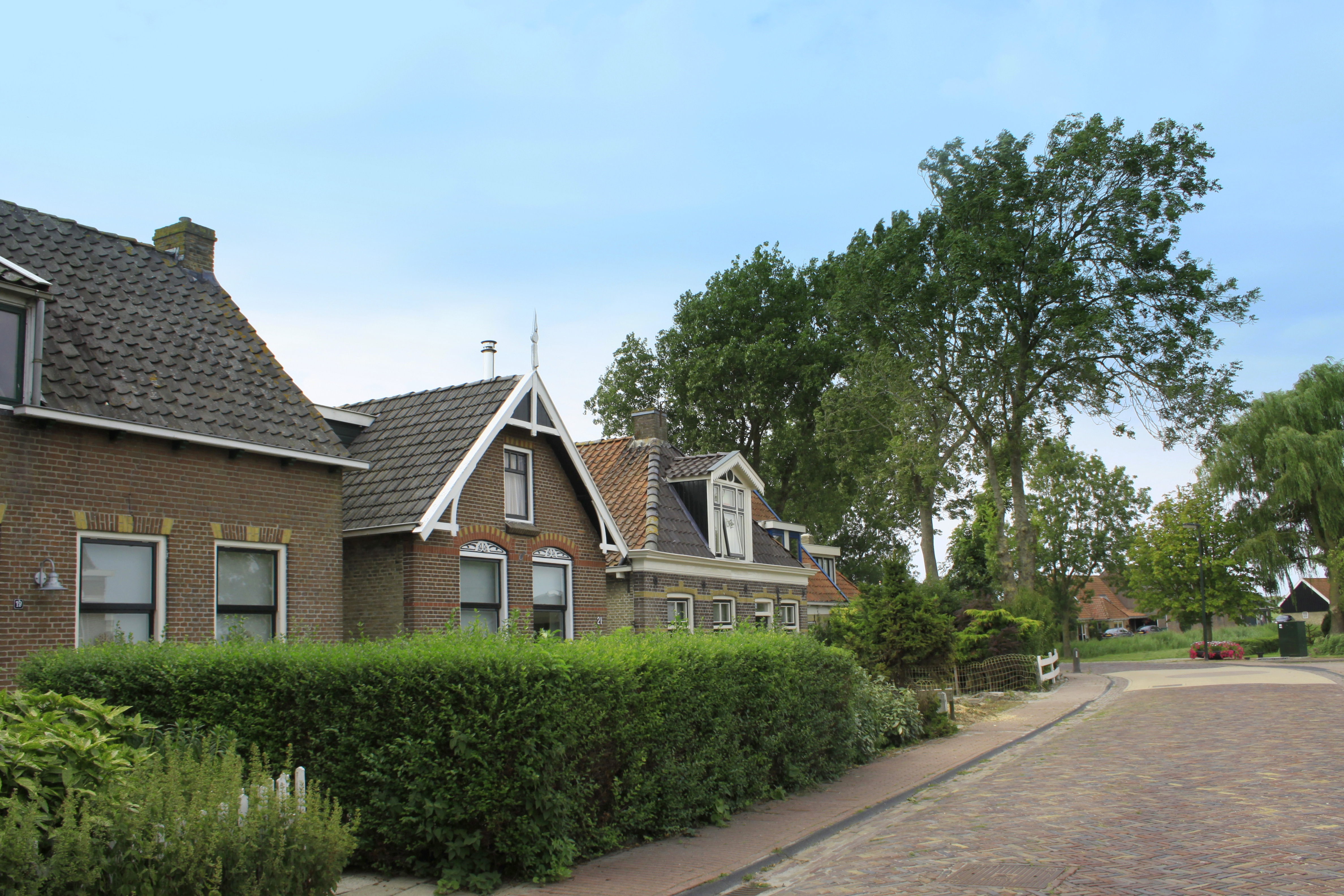
Сільська вулиця
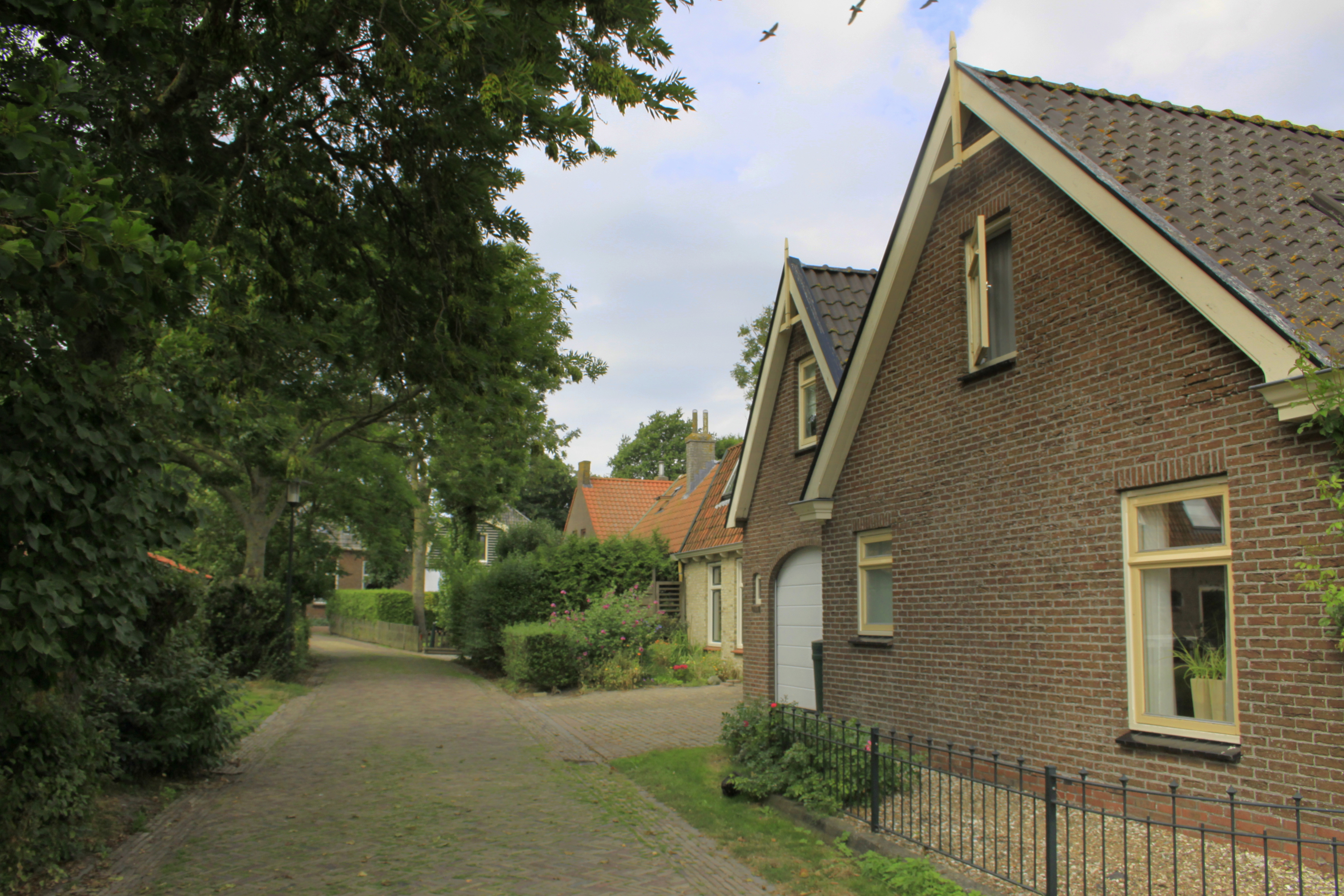
Сільська вулиця
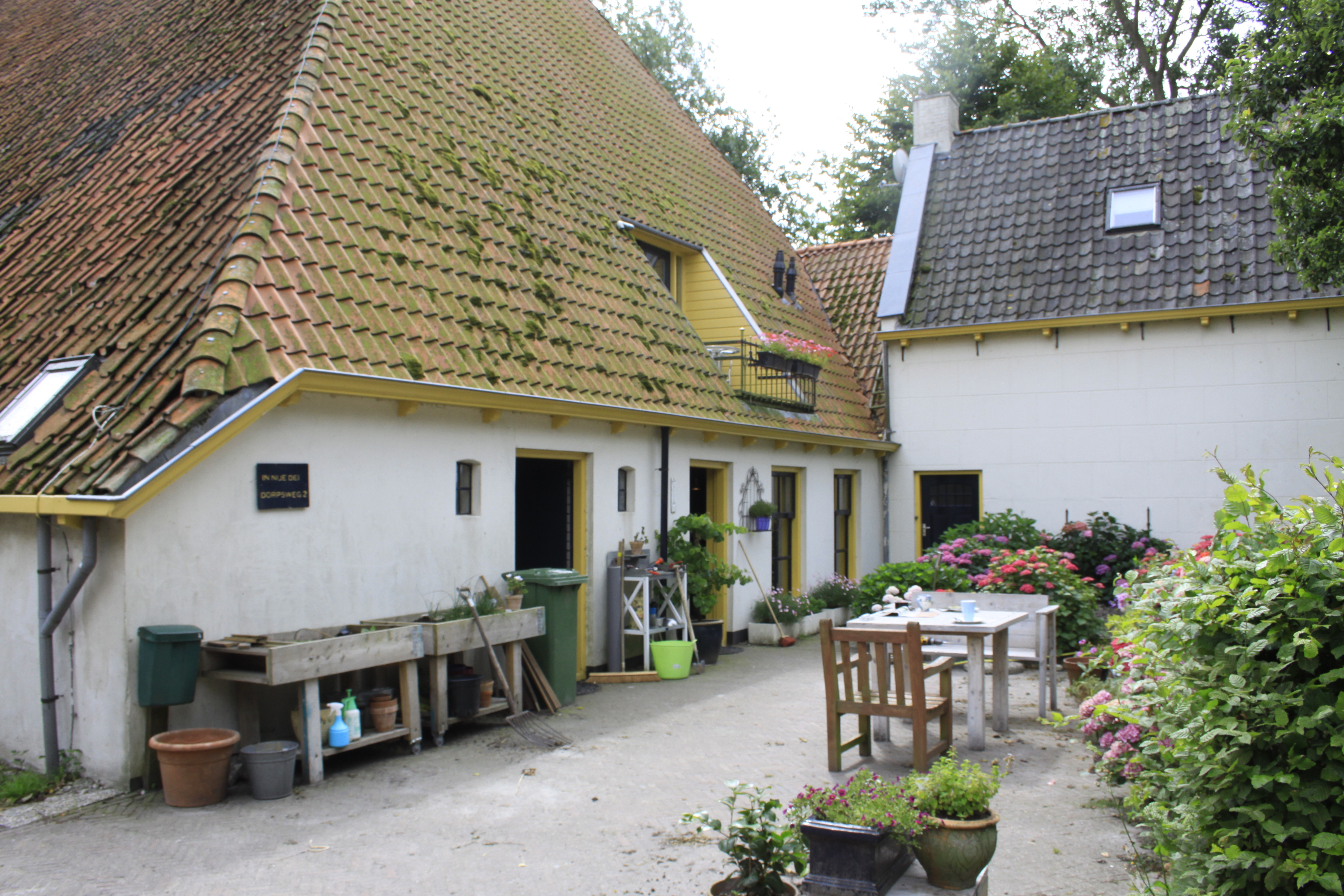
Колишня ферма